# Церква Покрови Пресвятої Богородиці (Гнидава)
Церква Покрови Пресвятої Богородиці в Гнидаві — парафія і храм Збаразького благочиння Тернопільської єпархії Православної церкви України в селі Гнидава Тернопільського району Тернопільської области.

## Історія церкви
У 1910 році за кошти жителів сіл Коханівка, Гнидава та Діброва біля старого дерев'яного храму (збудованого у 1728 році) звели мурований. У 1912 році настоятель о. Михайло Дублянський освятив фундамент, а відкриття та освячення нового храму відбулося у 1918 році. Після цього стару споруду знесли, а на місці її престолу встановили кам'яний хрест.
Під час закладання фундаменту були знайдені людські рештки, які склали в спільну могилу та також встановили кам'яний хрест.
На момент будівництва і освячення храм належав до Української Автокефальної Православної Церкви. З листопада 1924 року він був частиною Української Автокефальної Православної Церкви в Польщі. У 1927 році все церковне майно в Україні було націоналізовано.
У 1946 році радянська влада передала храм Московському Патріархату. У 1998 році, після опитування та збору підписів, більшість громади перейшла під юрисдикцію УПЦ Київського Патріархату. Статут УПЦ КП зареєстрували 22 листопада 1999 року.
7 грудня 2001 року настоятель о. Роман Длугаш провів перше богослужіння в храмі Покрови Пресвятої Богородиці. Громада Московського Патріархату відмовилася від храму, і з того часу ним опікується громада УПЦ КП.
На території є дві каплиці:
- у Гнидаві, зведена у 1903 році;
- у Діброві, збудована у 1994 році на честь святого великомученика Юрія Переможця.

## Парохи
- о. Михайло Дублянський,
- о. Олександр Кривіцький,
- о. Яків Гусаковський,
- о. Ілля Гусаковський,
- о. Андрій Гусаковський (1809—1841),
- о. Михайло Остальський (1841—1844),
- о. Тимофій Корниєвич (1844—1845),
- о. Євстатій Радкевич (1845—1848),
- о. Антоній Жукович (1848—1872),
- о. Кирило Копачевський (1872—1878),
- о. Петро Кривіцький (1878—1884),
- о. Михайло Дублянський (1884—1912),
- о. Олександр Кривіцький,
- о. А. Лукасєвич,
- о. Микола Лозович,
- о. Ломака,
- о. П. Яхневич,
- о. Сергій Савелюк,
- о. Леонід Брянський (1996—2000),
- о. Роман Длугаш (з 1999).